# Sonam Gyaltsen
Ne doit pas être confondu avec Lama Dampa Sönam Gyaltsen.
Sonam Gyaltsen (tibétain : བསོད་ནམས་རྒྱལ་མཚན, Wylie : bSod Nams rGyal mTshan) né le 23 février 1973 à Thridak en Amdo, ancienne province du Tibet, est un professeur et homme politique tibétain. Député du Parlement tibétain en exil en 2011, il est élu  commissaire électoral adjoint en 2020.

## Biographie

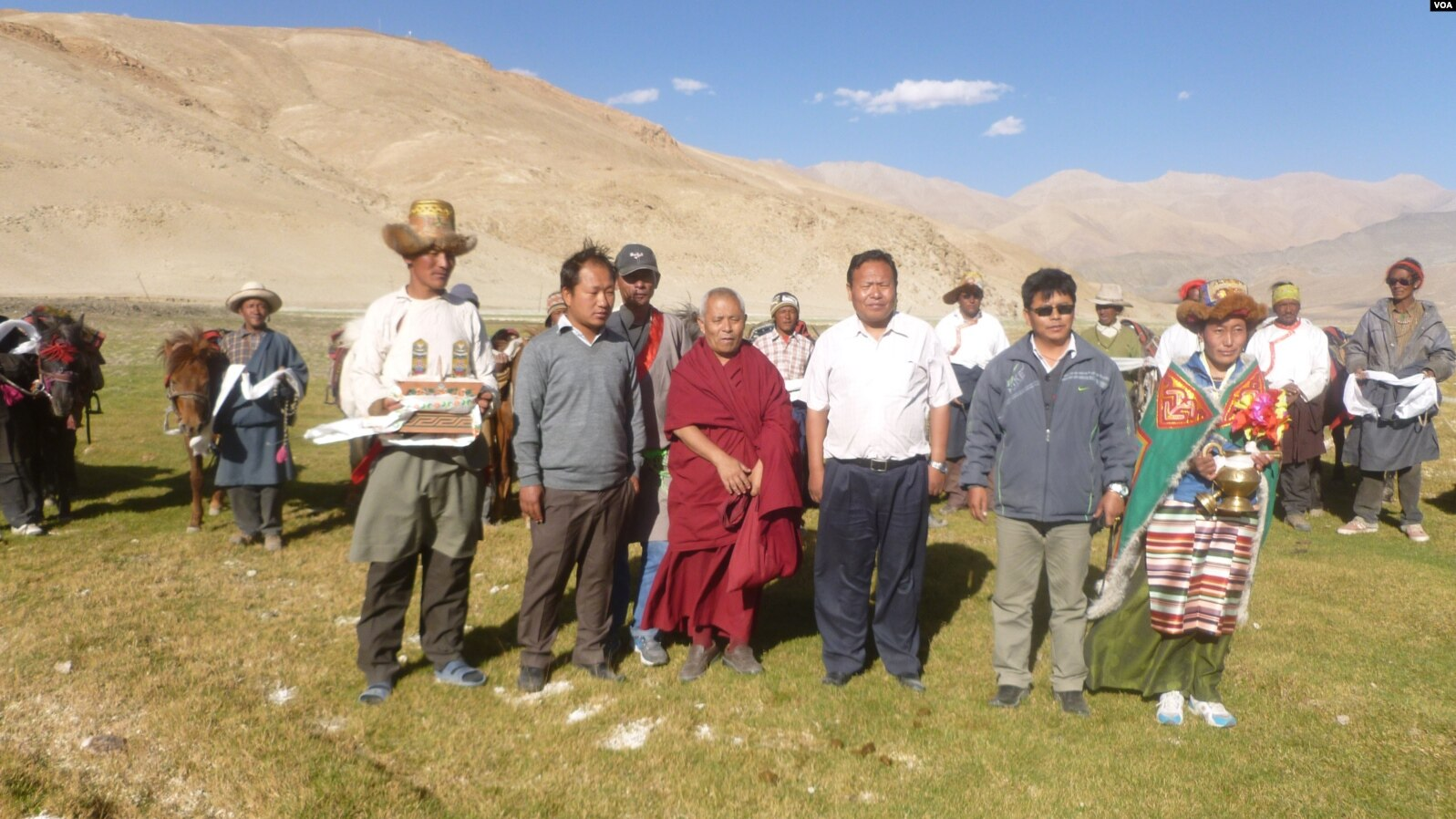
Acharya Yeshi Phuntsok, avec Sonam Gyaltsen rendant visite à des nomades de Jangthang à 300 km de Leh.

Né en 1973 au Tibet, il y est scolarisé dans une école primaire de 1979 à 1988. Plus tard, il est admis au monastère Domey Jangur Dhitsa, où il étudie la philosophie bouddhiste tibétaine, l'histoire tibétaine et la grammaire tibétaine. 
En 1993, en passant par le Népal, il rejoint l'Inde. De 1993 à 1995, il étudie l'anglais à la Tibetan Transactional School et de 1995 à 1997, il suit le cours de formation des enseignants de l'Université des hautes études tibétaines, Sarah (en). Diplômé, il enseigne l'histoire du Tibet à l'Université de Sarah.
En 2011, candidat du Parti démocratique national du Tibet, il est élu député représentant l'Amdo aux élections législatives tibétaines de 2011
Le 28 juillet 2020, il est, avec geshema Delek Wangmo, un des deux commissaires électoraux adjoints élus pour superviser les procédures électorales tibétaines de 2021, par le comité permanent de la 16e Assemblée tibétaine.